# John Cady
John Cady (n. 26 ianuarie 1866, Illinois, SUA – d. 12 noiembrie 1933, Minneapolis, Minnesota, SUA) a fost un jucător de golf ce a reprezentat Statele Unite ale Americii, medaliat olimpic. A participat la o ediție a Jocurilor Olimpice (1904) în care a câștigat o medalie de argint.

## Participări
Lista de mai jos prezintă principalele competiții la care a participat John Cady de-a lungul carierei.
- golf at the 1904 Summer Olympics – men's team[*]